# 卡尔布斯里特
卡尔布斯里特是德国图林根州的一个市镇。总面积11.94平方公里，总人口739人，其中男性370人，女性369人（2011年12月31日），人口密度62人/平方公里。